# Edoardo Ruffini
Edoardo Ruffini Avondo (Turín, 25 de abril de 1901 - Borgofranco d'Ivrea, 10 de febrero de 1983) fue un jurista y abogado italiano.

## Biografía
Hijo del célebre Francesco Ruffini y de su esposa, Ada Avondo, en 1926 se convirtió en profesor de Historia del Derecho en la Universidad de Perugia (Italia). En 1931 se negó, junto con su padre, a prestar el obligado juramento de lealtad al fascismo. El gesto - fue uno de los pocos profesores en Italia que se opuso  - le costó la dimisión forzosa y la inhabilitación del Colegio de Abogados para el resto del régimen fascista. 
Reinstalado en 1946, como abogado y como profesor en la Universidad de Perugia,  fue más tarde un importante estudioso del derecho medieval .
Se suicidó en 1983, junto con su esposa María Giorgina Bruno. 